# 太田站 (群馬縣)
太田站（日语：／ Ōta eki */?）位於日本群馬縣太田市東本町，是東武鐵道的鐵路車站。車站編號是TI 18。

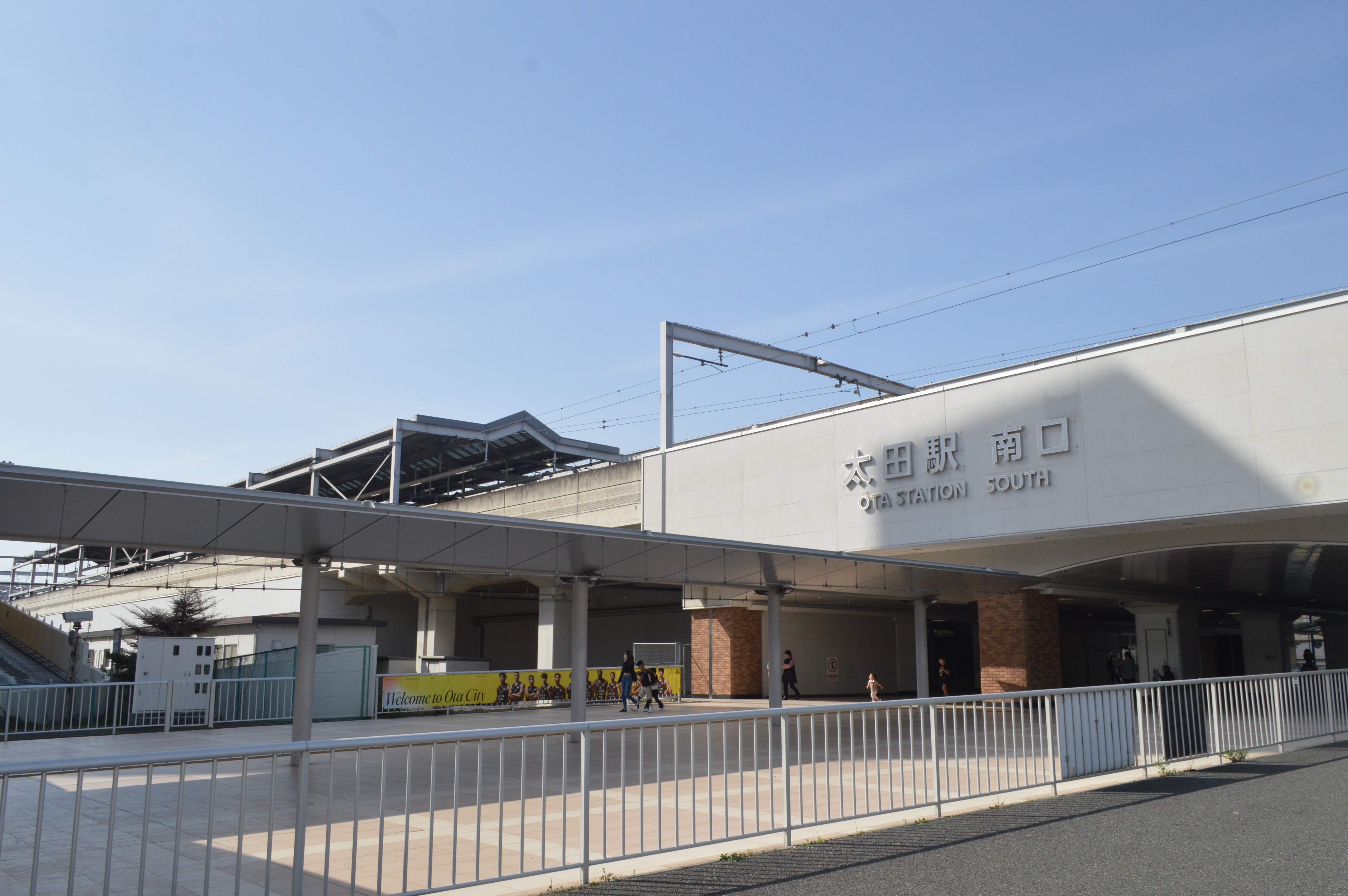
南口（2024年3月）

## 歷史
1909年（明治42年）2月17日，東武伊勢崎線從足利町站（現足利市站）延伸至本站，本站開業。開業日邀請三橫綱在站前廣場進行相撲紀念活動。
1910年（明治43年）3月27日，東武伊勢崎線從本站延伸至新伊勢崎站。
經營人車軌道的太田輕便鐵道（原藪塚石材軌道），其路線在1913年（大正2年）3月5日被東武鐵道收購，同年3月19日以桐生線從本站延伸至相老站。
1927年（昭和2年）10月1日，東武伊勢崎線館林站 - 伊勢崎站間、1928年（昭和3年）3月1日桐生線本站 - 相老站間以及本站周邊路線陸續電氣化。
在中島知久平設立的中島飛機快速擴張下，太田發展成工業都市，1941年（昭和16年）4月完成新站房，總工費達16萬日圓，新站房2樓為貴賓室、大眾食堂。同年6月1日，以輸送中島飛行機小泉製作所為目的的小泉線從本站延伸至小泉町。
小泉線開通後，本站共有伊勢崎線、桐生線、小泉線三條路線停靠。
戰時，中島飛行機成為美軍轟炸的主要目標之一。1945年（昭和20年）4月4日，本地遭受空襲，造成站房等建物約1,067坪全毀，電車線約250公尺、電線約2,600公尺、通信線約23,000公尺遭到破壞。
1954年（昭和29年）2月，新站房正式啟用。
本站南側原為水田地帶，之後進行「九合地區土地區劃整理事業」，1966年（昭和41年）12月開設南口。
高架化以前，本站北側與南側只能透過立體化道路與地下步道往來。

## 沿革
- 1909年（明治42年）2月17日 -  東武伊勢崎線足利町站（現足利市站） - 本站間開通，本站開業[3]。
- 1910年（明治43年）3月27日 - 東武伊勢崎線本站 - 新伊勢崎站間開業[3]。
- 1913年（大正2年）3月19日 - 桐生線本站 - 相老站間開通[3]。
- 1927年（昭和2年）10月1日 - 東武伊勢崎線館林站 - 伊勢崎站間電氣化[3]。
- 1928年（昭和3年）3月1日 - 桐生線本站 - 相老站間電氣化[3]。
- 1941年（昭和16年）
  - 4月 - 站房竣工[6]。總工費16萬日圓。面積585坪（2階建築），2樓為貴賓室、大眾食堂[3]。
  - 6月1日 - 小泉線本站 - 小泉町站間開通[3]。
- 1943年（昭和18年） 5月16日 - 小泉線本站 - 西小泉間電氣化[3]。
- 1945年（昭和20年）4月4日 - 空襲造成站房燒毀。1954年以前使用營房作為臨時站房[3]。
- 1954年（昭和29年）2月 - 站房完成[3]。
- 1966年（昭和41年）12月 - 開設南口[3]。
- 2009年（平成21年）12月18日 - 太田站北口站前廣場竣工[8]。
- 2012年（平成24年）3月17日 - 導入車站編號[9]。（TI 18[1]）

## 車站構造

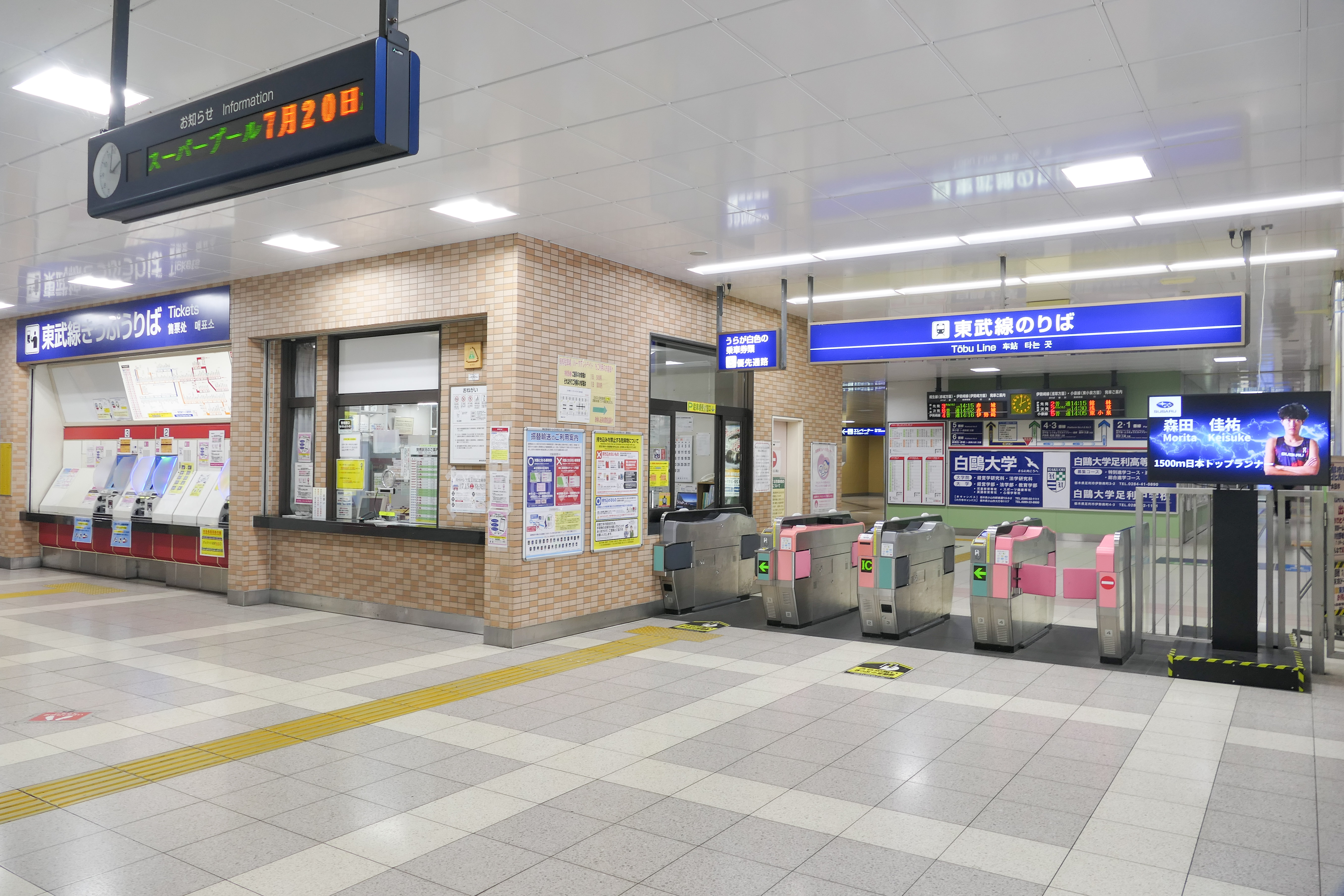
驗票口（2024年7月）

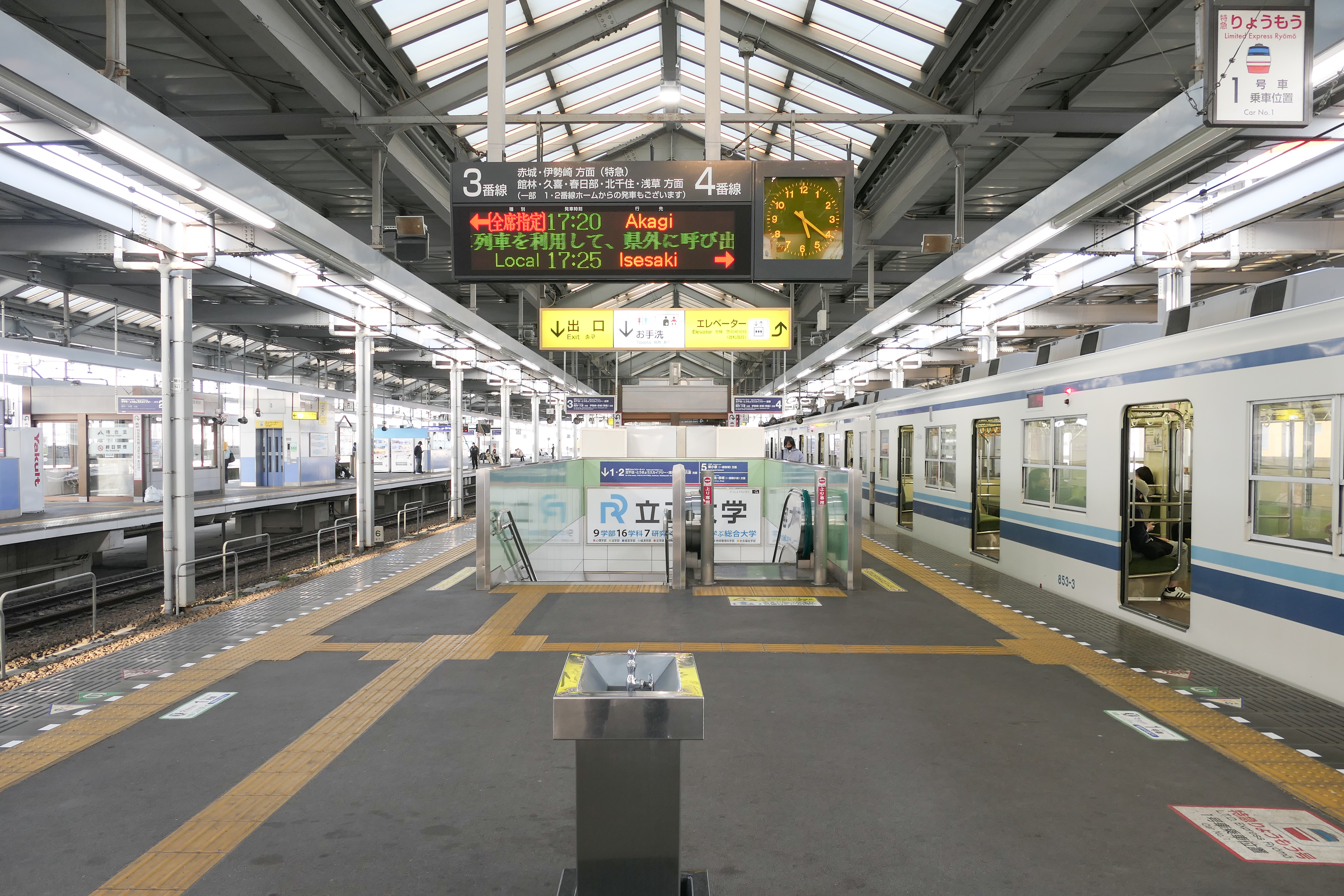
3號與4號月台（2024年4月）

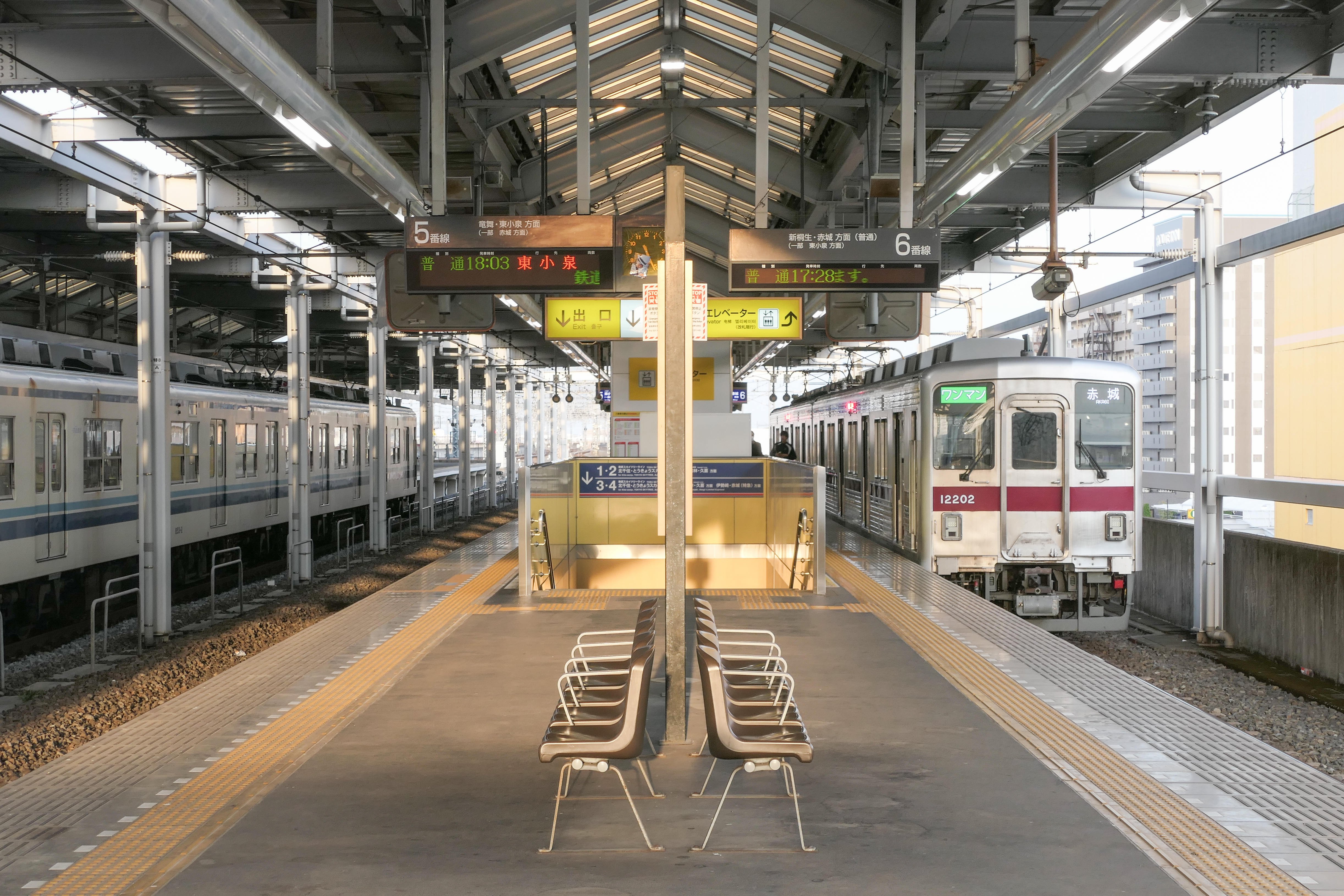
5號與6號月台（2024年4月）

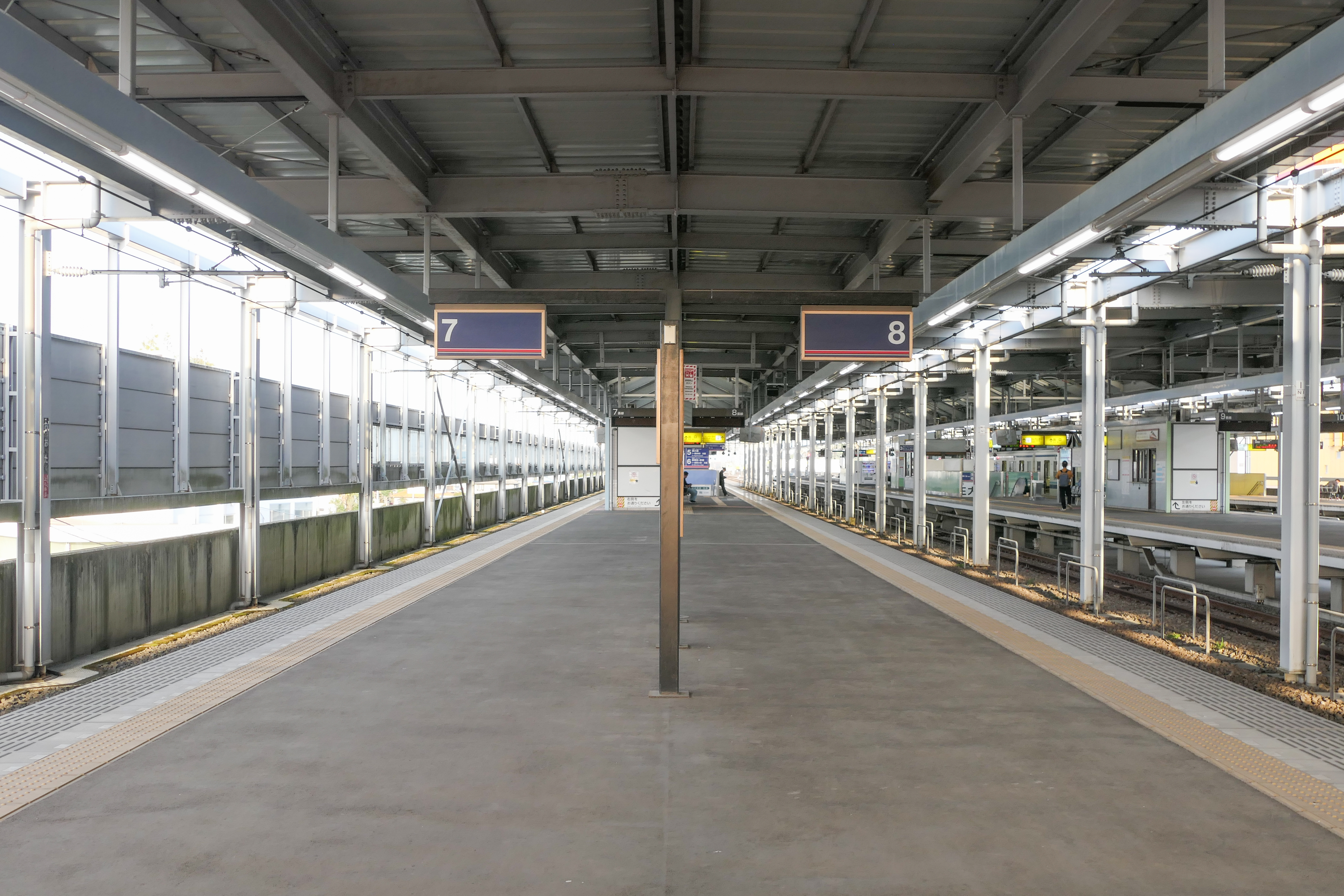
7號與8號月台（2024年4月）

本站為島式月台3面6線的高架車站，1 - 4號線與7 - 10號線分別共用相同線路，其中館林側為1 - 4號線，伊勢崎側為7 - 10號線
。
7、8號線與9、10號線的入口各自有「資訊櫃台」，也可作為中間檢票口。但是無人時段須改至剪票口進行精算等業務。過去往5、6號線的階梯前也有稱為「資訊櫃台」的資訊處兼中間剪票口。
2004年（平成16年）11月25日高架化，本站設置自動驗票閘門。
当駅東側是伊勢崎線與小泉線的分岐點。從該處至本站西側的伊勢崎線與桐生線分岐點為止為單線並列，西側分岐點為剪式橫渡線。另外，兩方皆有留置線。

### 月台配置
| 月台       | 路線     | 方向              | 目的地                                                  | 備註              |
| ---------- | -------- | ----------------- | ------------------------------------------------------- | ----------------- |
| 1          | 伊勢崎線 | 上行              | 館林、久喜、 東武晴空塔線 北千住、 東京晴空塔、淺草方向 | 與7號月台共線     |
| 2          | 伊勢崎線 | 上行              | 館林、久喜、 東武晴空塔線 北千住、 東京晴空塔、淺草方向 | 與8號月台共線     |
| 3          | 伊勢崎線 | 上行              | 館林、久喜、 東武晴空塔線 北千住、 東京晴空塔、淺草方向 | 與9號月台共線     |
| 3          | 桐生線   | 桐生線            | 新桐生、赤城方向（只有特急）                            | 與9號月台共線     |
| 4          | 伊勢崎線 | 上行              | 館林、久喜、 東武晴空塔線 北千住、 東京晴空塔、淺草方向 | 與10號月台共線    |
| 4          | 伊勢崎線 | 下行              | 伊勢崎方向（只有特急）                                  | 與10號月台共線    |
| 5          | 小泉線   | 小泉線            | 東小泉方向                                              | 部分於6號月台發車 |
| 6          | 桐生線   | 桐生線            | 新桐生、赤城方向                                        | 部分於5號月台發車 |
| 7、8 9、10 | 伊勢崎線 | 下行 （部分上行） | 伊勢崎方向 （部分館林方向）                             | 與1 - 4號月台共線 |

- 上述路線名採用旅客資訊上的名稱（「東武晴空塔線」為愛稱）。
- 2013年3月15日以前沒有7號線發出的列車，是進入1號線的伊勢崎發特急「兩毛」通過線。
- 本站是東武鐵道月台編號最多的一站（其次是北千住的7）。地面車站時代還有0號線。
- 導入一人控制時，往伊勢崎、館林方向的一人控制列車在7 - 10號線發車，通過本來的上行月台1 - 4號線。2017年4月21日改點起關閉7 - 10號線，不再有列車在這些月台發車。
- 導入月台顏色後，1、2、7、8號線為藍色，3、4、9、10號線為綠色，5、6號線為黃色。

### 配線圖
|                      | ↑ 伊勢崎 方向       |                      |
| ← 館林、 東小泉 方向 | 太田站 鐵道配線略圖 | → 新桐生、 赤城 方向 |
|                      | ↓ 足利市、館林 方向 |                      |
| 图例 参考文献：      |                     |                      |

### 運行形態
太田站雖是伊勢崎線的中間站，但在2006年（平成18年）3月18日起，伊勢崎線運轉系統以此站為分割點，原則上乘客須在本站轉乘。2013年（平成25年）3月16日起，白天時段伊勢崎站起迄一人控制列車延伸至館林站，須在本站轉乘的列車減少。此外，桐生線與小泉線雖都以本站為起點，但兩線的普通列車相互直通。而伊勢崎線淺草方向發出的特急「兩毛」多從本站直通桐生線。因此現在有許多列車不須在本站換車。
2006年（平成18年）3月18日改點起，本站成為區間急行、區間準急的起迄站。本站 - 伊勢崎站間的列車僅剩一人控制的普通列車與夜間1班往伊勢崎、早晨1班伊勢崎發的特急「兩毛」。

## 利用狀況
1913年（大正2年）度的年間旅客數為108,331人，一日平均約300人，比館林站的使用者要多。
2018年度一日平均上下車人次為11,788人。此數值不包括東武線各線之間的轉乘人次。是群馬縣內的東武線車站第1位。
1991年（平成3年）度，一日平均上下車人次達14,000人，之後至2003年（平成15年）度為止連續12年衰退，2002年（平成14年）度跌破10,000人。之後維持平盤，2012年（平成24年）度再度突破10,000人。
近年一日平均上下車人次的推移如下表。
| 年度               | 一日平均上下車人次 | 來源   |
| ------------------ | ------------------ | ------ |
| 2001年（平成13年） | 10,173             | [ 16 ] |
| 2002年（平成14年） | 9,675              | [ 17 ] |
| 2003年（平成15年） | 9,561              | [ 18 ] |
| 2004年（平成16年） | 9,610              | [ 19 ] |
| 2005年（平成17年） | 9,574              | [ 20 ] |
| 2006年（平成18年） | 9,799              | [ 21 ] |
| 2007年（平成19年） | 9,805              | [ 22 ] |
| 2008年（平成20年） | 9,901              | [ 23 ] |
| 2009年（平成21年） | 9,540              | [ 24 ] |
| 2010年（平成22年） | 9,636              | [ 25 ] |
| 2011年（平成23年） | 9,792              | [ 26 ] |
| 2012年（平成24年） | 10,329             | [ 27 ] |
| 2013年（平成25年） | 10,764             | [ 28 ] |
| 2014年（平成26年） | 10,819             | [ 29 ] |
| 2015年（平成27年） | 11,256             | [ 30 ] |
| 2016年（平成28年） | 11,505             | [ 31 ] |
| 2017年（平成29年） | 11,756             |        |
| 2018年（平成30年） | 11,788             |        |

## 車站周邊
周邊是太田的市中心，最盛期的昭和50年代前半在本站半徑500公尺內有五座大型店鋪。

### 站內

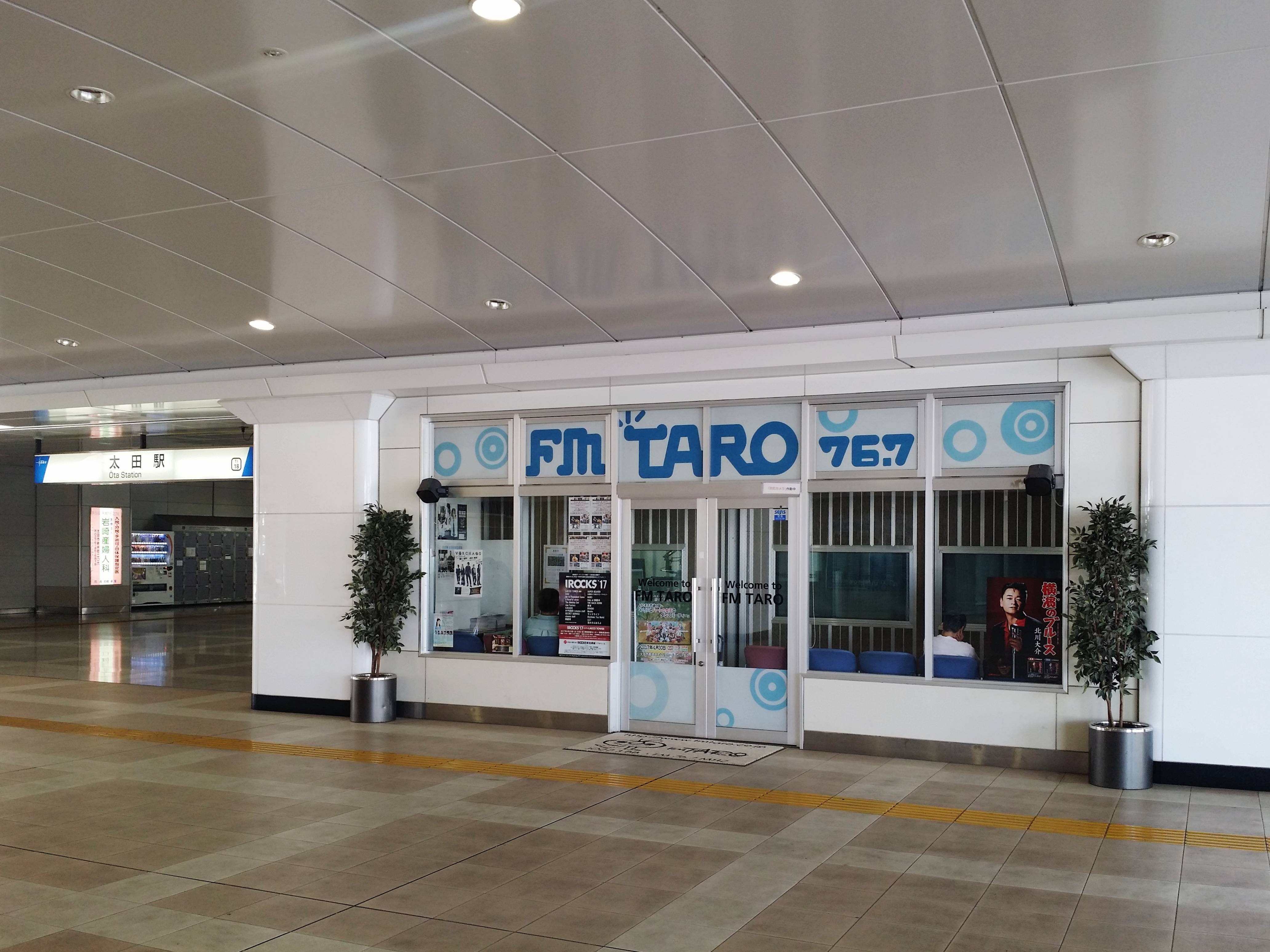
FM TARO

- 太田社區放送（日语：おおたコミュニティ放送） (FM TARO)
- 太田市觀光案内所
- 太田市站中文化館
- 太田警察署（日语：太田警察署 (群馬県)）站前交番

### 北口（金山口）
過去是大光院的門前町、宿場町。

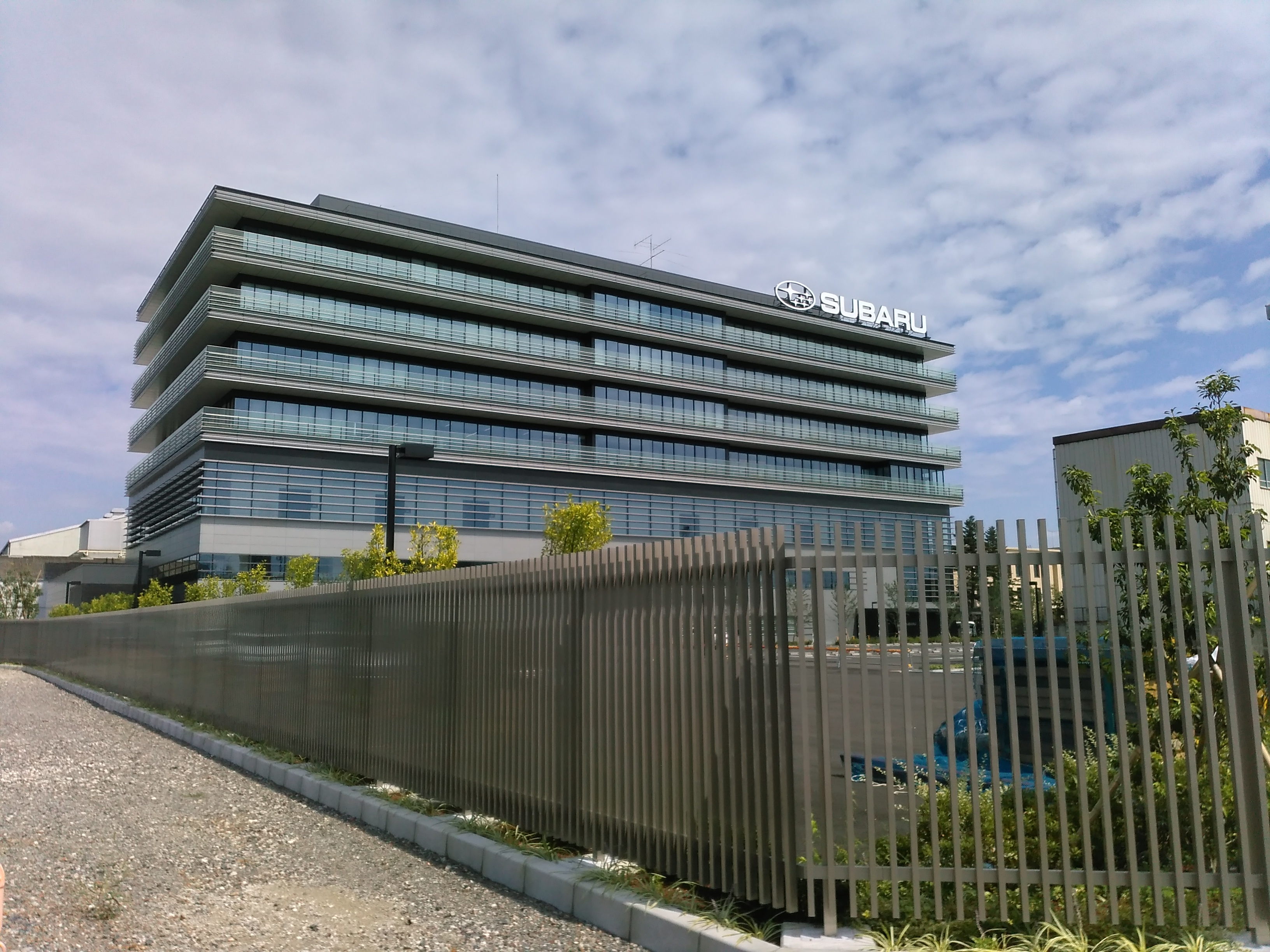
SUBARU群馬製作所本工場

原是行政機關聚集的地區，但自1956年（昭和31年）4月19日落成的太田市役所起，陸續移往車站南側。
- 金山（日语：新田金山）
  - 新田神社（日语：新田神社 (太田市)）
  - 金山城跡
- 大光院（日语：大光院 (太田市)）
- 天神山（日语：天神山）
  - 高山神社（日语：高山神社 (太田市)）
- 八幡山（日语：八幡山）
- 社會教育綜合中心
- 太田行政中心
- SUBARU群馬製作所本工場
- 太田銀座
- 伊勢屋（日语：伊勢屋 (太田市)）
- 國道407號（日语：国道407号）
- 平和通（群馬縣道341號太田熊谷線（日语：群馬県道・埼玉県道341号太田熊谷線））
- 北町通
- 北裏通
- 本町通（日语：本町通り）（群馬縣道2號前橋館林線（日语：群馬県道2号前橋館林線））
- 南裏通
- 大門通（群馬縣道321號金山城址線（日语：群馬県道321号金山城址線））
- SUBARU健康保險組合太田紀念醫院（日语：SUBARU健康保険組合太田記念病院）
- 中央醫療齒科專門學校
- 東和銀行（日语：東和銀行）太田支店
- 足利銀行太田支店
- 群馬銀行太田中央支店

### 南口（九合口）
本站南側原為水田地帶，但在進行「九合地區土地區劃整理事業」後，1966年（昭和41年）12月開設南口。
自1956年（昭和31年）4月19日落成的太田市役所起、行政機關陸續移駐南口。
受到商業衰退的影響，1991年（平成3年）起南口使用者開始減少。
- 柏本克通 - 以姊妹都市柏本克市命名
- 太田市道太田環狀線
- 太田繞道（日语：太田バイパス）（群馬縣道323號鳥山龍舞線（日语：群馬県道323号鳥山竜舞線））
- 拉法葉通 - 以姊妹都市拉法葉市、西拉法葉市命名
- 太田市役所 - 原在北口側。1956年（昭和31年）4月19日舉行落成紀念儀式[6]。
- 太田市民會館
- 太田市學習文化中心 - 原為東毛學習文化中心，1991年（平成3年）6月開館[6]。
  - 太田市立中央圖書館
- 群馬大學工學部太田校區
- 三井住友銀行太田支店
- 栃木銀行（日语：栃木銀行）太田支店

## 路線巴士、高速巴士
乘車處沒有編號。

### 北口
北口圓環的車站出口左側（西側）發車。
| 乘車處                                 | 系統                                   | 主要行經地             | 目的地     | 運行公司       | 備註               |
| -------------------------------------- | -------------------------------------- | ---------------------- | ---------- | -------------- | ------------------ |
|                                        | 新田線（新田-1）                       | 般若、新田診療所前     | 新田曉高校 | City Liner太田 | 1日1班、週六日停駛 |
| 新田線（新田-2）                       | 太田紀念醫院、般若、JOYFUL本田西       | 新田曉高校             | 週六日停駛 | City Liner太田 |                    |
| 尾島線（屋島-1）                       | 太田巴士總站、縣立癌症中心、尾島廳舍前 | 尾島歷史公園           | 週六日停駛 | City Liner太田 |                    |
| 毛里田線（毛里田-1）                   | 南金井、毛里田行政中心                 | 足利赤十字醫院         | 週六日停駛 | City Liner太田 |                    |
|                                        | 邑樂～太田線                           | 福祉中心、JA中野支所前 | 邑樂町役場 | 邑樂Town Bus   |                    |
| 福祉中心、高島小學校入口、JA中野支所前 | 邑樂～太田線                           |                        | 邑樂町役場 | 邑樂Town Bus   |                    |
| 福祉中心、縣綠化中心南                 | 邑樂～太田線                           |                        | 邑樂町役場 | 邑樂Town Bus   |                    |
| 福祉中心、高島小學校入口、縣綠化中心南 | 邑樂～太田線                           |                        | 邑樂町役場 | 邑樂Town Bus   |                    |
|                                        | 邑樂～太田線                           | 太田紀念醫院           |            | 邑樂Town Bus   |                    |
|                                        | 伊香保、四萬溫泉Shuttle                | 伊香保溫泉             | 四萬溫泉   | 關越交通       |                    |

### 南口（東側、千年之宴前）
| 乘車處     | 系統                                       | 主要行經地               | 目的地       | 運行公司                   | 備註 |
| ---------- | ------------------------------------------ | ------------------------ | ------------ | -------------------------- | ---- |
|            | KM61                                       | 堀江醫院、妻沼仲町、上根 | 熊谷站       | 朝日自動車                 |      |
|            | 桐生～羽田機場線                           |                          | 羽田機場     | 日本中央巴士、東京空港交通 |      |
| 仙台Liner  |                                            | 仙台站東口               | 日本中央巴士 | 夜行                       |      |
| Silk Liner | 京都站八條口                               | 大阪OCAT                 | 日本中央巴士 | 夜行                       |      |
| Silk Liner | 金山站南口、名古屋站太閤通口、奈良皇家酒店 | 大阪OCAT                 | 日本中央巴士 | 夜行                       |      |
|            | Maple號                                    |                          | 成田機場     | 關東自動車、千葉交通       |      |

### 南口（西側、Leopalace21前）
| 乘車處        | 系統                                     | 主要行經地     | 目的地           | 運行公司   | 備註 |
| ------------- | ---------------------------------------- | -------------- | ---------------- | ---------- | ---- |
|               | 太田City Shuttle 500                     | 太田巴士總站   | 熊谷站南口       | 矢島計程車 |      |
| 2             |                                          | 永旺夢樂城太田 |                  | 矢島計程車 |      |
| 大泉·千代田線 | 太田巴士總站、西小泉站前巴士總站、舞木南 | 千代田町役場   | 廣域公共巴士青空 |            |      |
| 大泉·千代田線 | 太田巴士總站、西小泉站前巴士總站、福島   | 千代田町役場   | 廣域公共巴士青空 |            |      |
| 大泉·千代田線 | 太田紀念醫院                             |                | 廣域公共巴士青空 |            |      |

## 相鄰車站
東武鐵道
- ■特急「兩毛」停車站

 伊勢崎線
■區間急行、■區間準急
韮川（TI 17）－太田（TI 18）
■普通（細谷(本線、下行)方向為一人控制列車）
韮川（TI 17）－太田（TI 18）－細谷（TI 19）
 小泉線、 桐生線
■普通（直通運行）
龍舞（TI 47）（小泉線）－太田（TI 18）－三枚橋（TI 51）（桐生線）

## 延伸閱讀
- 『太田市史 通史 近現代』1994年、605 - 606頁

## 外部連結
- 太田（車站資訊） - 東武鐵道